# Pierre Bruno
Pour les articles homonymes, voir Bruno.

a Compétitions nationales et continentales officielles uniquement.

b Matchs officiels uniquement.
Dernière mise à jour le 2 avril 2021.
Pierre Bruno, né le 28 juin 1996 à Gênes (Italie), est un joueur international italien de rugby à XV. Il évolue au poste d'ailier avec les Zebre en Pro14.

## Biographie

### Carrière en club
Bruno est né à Gênes, en Ligurie, ayant commencé le rugby dans le club génois Orsi - Province dell'Ovest, avant de passer par le CUS Genova (it) puis d'intégrer les académies de la FIR,,,.
À l'été 2014, il rejoint le Mogliano Rugby qui évolue en championnat Eccellenza,. Après deux saisons à Mogliano Veneto, il rejoint le Calvisano en 2016 où il remporte deux titres de champion d'Italie, jouant notamment un rôle central dans le titre de 2019,, terminant également meilleur marqueur d'essais de l'exercice 2017-2018,. En 2017, il fait également ses débuts comme permit player, avec les Zebre, titularisé pour un match contre le Munster.
Après la saison 2018-2019, il rejoint définitivement la franchise des Zebre à Parme, s'imposant rapidement au sein de l'équipe parmesane, au point d'en être même un des joueurs les plus en vue en 2020-2021, dans un championnat de Pro14 où si les Zebre n'arrivent pas à gagner la plupart de leurs matchs, ils font régulièrement bonne figure, notamment par rapport à un Benetton moribond.
Il s'illustre notamment lors des huitièmes de finale du Challenge européen contre Bath le 2 avril 2021, où la franchise italienne fait jeu égal avec le club de Premiership tout du long d'un match finalement perdu, où Bruno avait marqué un triplé d'essais, permettant à son équipe de mener un temps 21 à 7.

### Carrière internationale
Membre de l'équipe d'Italie des moins de 20 ans en 2015 et 2016 Bruno fait partie de la sélection italienne « A » en 2017 puis en 2018,.
À la suite de sa bonne saison en Pro14, il est convoqué une première fois en équipe d'Italie senior par Franco Smith en mars 2021, lors de la dernière journée du Six Nations 2021,.
En mai 2023, il est sélectionné avec la Squadra Azzurra dans un groupe de 46 joueurs pour préparer la Coupe du monde 2023.
En janvier 2024, il est convoqué pour le Tournoi des Six Nations.

## Palmarès

### En club
- Rugby Calvisano
  - Vainqueur du Championnat d'Italie en 2017 et 2019

### Distinctions personnelles
- Meilleur marqueur d'essai du Challenge européen en 2021 (4 essais)